# Driekleurbuulbuul
De driekleurbuulbuul (Pycnonotus barbatus tricolor) is een zangvogel uit de familie van de Buulbuuls (Pycnonotidae). Eerder werd deze vogel beschouwd als een aparte soort maar bij een taxonomische herziening in 2025 is het een ondersoort geworden van de grauwe buulbuul.

## Verspreiding en leefgebied
Het is een algemene standvogel in centraal en zuidoostelijk Afrika. De soort telde drie ondersoorten:
- P. b. spurius: zuidelijk Ethiopië.
- P. b. layardi: van zuidoostelijk Kenia tot oostelijk en zuidelijk Zambia, noordoostelijk Botswana en Zuid-Afrika.
- P. b. tricolor: van oostelijk Kameroen tot Congo-Kinshasa, zuidelijk Soedan, westelijk en centraal Kenia, Angola, noordwestelijk Botswana en noordelijk en westelijk Zambia.